# Norsefire
Foc Nòrdic (Norse Fire) és un partit polític d'ultradreta que trobam a la història V de Vendetta.

## Ideologia i simbologia
El partit és una organització d'ideologia feixista i ultradretana, semblant al Patit Nazi alemany, tot i que podria ser una referència al Front Nacional, un partit ultradretà britànic, que en anglès té les mateixes inicials (NF).
La insígnia del partit és una runa de tres puntes. El seu lema en el còmic és "Força a través de la puresa, puresa a través de la fe", tot i que a la pel·lícula es converteix en "Força a través de la unitat, unitat a través de la fe".
El seu líder és Adam Sutler i pel que fa a l'estructura, el "partit", com freqüentment se l'anomena, s'assembla molt a l'Ingsoc de la novel·la orwel·liana 1984.

## Paper a la història
Després de la guerra nuclear entre els EUA i l'URSS, el Regne Unit és dels pocs territoris que surten il·lesos. Tanmateix, es col·lapsa i cau en un caos que facilita el triomf del feixisme: així s'imposa una dictadura amb l'arribada de Norsefire al poder.
Poc després s'obren camps de concentració on s'executen jueus, musulmans, homosexuals, esquerranosos o liberals. També es realitzen experiments científics amb presoners polítics i es crea una policia secreta similar a la Policia del Pensament d'Orwell.